# Нильссон, Сандра
Сандра Нильссон (швед. Sandra Nilsson; род. 17 февраля 1986 года, Истад, лен Мальмёхус, Швеция) — шведская и американская фотомодель и актриса.

## Детство и карьера
Сандра Нильссон родилась 17 февраля 1986 года в небольшом городке Истад на юге Швеции. В возрасте 14 лет ей предложили работу в модельном агентстве. Хотя её семья отклонила это предложение, Сандра в 16 лет становится моделью. Сандра выиграла титул Miss Salming (Швеция) и титул Miss World Bikini model.
В 1994 году Сандра снялась в короткометражке «13-årsdagen», за ней последовала картина в 1996 году «Drömprinsen», драма шведского режиссёра Эллы Лемхаген. Последним фильмом на сегодняшний день в котором снялась Сандра стала драма «Välkommen till festen».
В январе 2008 года Сандра стала девушкой месяца журнала «Playboy». Сегодня Сандра живёт в Нью-Йорке и продолжает карьеру модели. Сандра любит проводить своё свободное время с лошадьми.

### Фильмография
| Год  | Название                      | Название на языке оригинала | Роль   | Примечание      |
| ---- | ----------------------------- | --------------------------- | ------ | --------------- |
| 1994 | 13-летие                      | 13-årsdagen                 |        | короткометражка |
| 1996 |                               | Drömprinsen — Filmen om Em  | Sofi   | драма           |
| 1997 | Добро пожаловать на вечеринку | Välkommen till festen       | Annika | драма           |

## Личная жизнь
В 2014 году начала встречаться с 73-летним дизайнером Роберто Кавалли. В 2015 году он подарил Сандре остров Stora Rullingen стоимостью 2,2 миллиона фунтов стерлингов недалеко от Стокгольма. В 2023 году модель родила Кавалли сына, названного в честь его отца Джорджио.